# Fußball-Weltmeisterschaft 1998/Gruppe H
Spiele der Gruppe H der Fußball-Weltmeisterschaft 1998
| Pl. | Land        | Sp. | S | U | N | Tore    | Diff. | Punkte |
| --- | ----------- | --- | - | - | - | ------- | ----- | ------ |
| 1.  | Argentinien | 3   | 3 | 0 | 0 | 007:000 | +7    | 09     |
| 2.  | Kroatien    | 3   | 2 | 0 | 1 | 004:200 | +2    | 06     |
| 3.  | Jamaika     | 3   | 1 | 0 | 2 | 003:900 | −6    | 03     |
| 4.  | Japan       | 3   | 0 | 0 | 3 | 001:400 | −3    | 0      |

## Argentinien – Japan 1:0 (1:0)
| Argentinien                                                | Argentinien | Japan | Japan |
| ---------------------------------------------------------- | --- | --- | ----- |
| Argentinien                                                | \| 1. Spieltag \| \| 14. Juni 1998 um 14:30 Uhr in Toulouse (Stadium Municipal) \| \| Zuschauer: 33.500 \| \| Schiedsrichter: Mario van der Ende ( Niederlande) \| \| Spielbericht \|                                                               | \| 1. Spieltag \| \| 14. Juni 1998 um 14:30 Uhr in Toulouse (Stadium Municipal) \| \| Zuschauer: 33.500 \| \| Schiedsrichter: Mario van der Ende ( Niederlande) \| \| Spielbericht \|                                                                     | Japan |
| Argentinien                                                | Carlos Roa – Nelson Vivas, Roberto Ayala, Roberto Sensini (72. José Chamot) – Javier Zanetti, Juan Sebastián Verón, Matías Almeyda, Diego Simeone – Ariel Ortega – Gabriel Batistuta, Claudio López (61. Abel Balbo) Cheftrainer: Daniel Passarella | Yoshikatsu Kawaguchi – Eisuke Nakanishi, Masami Ihara , Yutaka Akita – Akira Narahashi, Motohiro Yamaguchi, Hiroshi Nanami, Naoki Sōma (84. Takashi Hirano) – Hidetoshi Nakata – Masashi Nakayama (65. Wagner Lopes), Shōji Jō Cheftrainer: Takeshi Okada | Japan |
| Argentinien                                                | 1:0 Batistuta (28.) | | Japan |
| Argentinien                                                | Ihara, Nakanishi, Hirano | | Japan |
| 1. Spieltag                                                | | |       |
| 14. Juni 1998 um 14:30 Uhr in Toulouse (Stadium Municipal) | | |       |
| Zuschauer: 33.500                                          | | |       |
| Schiedsrichter: Mario van der Ende ( Niederlande)          | | |       |
| Spielbericht                                               | | |       |

## Jamaika – Kroatien 1:3 (1:1)
| Jamaika                                                   | Jamaika | Kroatien | Kroatien |
| --------------------------------------------------------- | --- | --- | -------- |
| Jamaika                                                   | \| 1. Spieltag \| \| 14. Juni 1998 um 21:00 Uhr in Lens (Stade Félix Bollaert) \| \| Zuschauer: 38.100 \| \| Schiedsrichter: Vítor Melo Pereira ( Portugal) \| \| Spielbericht \|                                                        | \| 1. Spieltag \| \| 14. Juni 1998 um 21:00 Uhr in Lens (Stade Félix Bollaert) \| \| Zuschauer: 38.100 \| \| Schiedsrichter: Vítor Melo Pereira ( Portugal) \| \| Spielbericht \|                                        | Kroatien |
| Jamaika                                                   | Warren Barrett – Frank Sinclair, Onandi Lowe, Ian Goodison – Peter Cargill (69. Darryl Powell) – Robbie Earle (74. Andy Williams), Theodore Whitmore, Fitzroy Simpson, Ricardo Gardner – Deon Burton, Paul Hall Cheftrainer: René Simões | Dražen Ladić – Slaven Bilić, Zvonimir Soldo, Igor Štimac – Dario Šimić (72. Goran Vlaović), Robert Prosinečki, Aljoša Asanović, Robert Jarni – Zvonimir Boban – Mario Stanić, Davor Šuker Cheftrainer: Miroslav Blažević | Kroatien |
| Jamaika                                                   | 1:1 Earle (45.) | 0:1 Stanić (27.) 1:2 Prosinečki (53.) 1:3 Šuker (69.) | Kroatien |
| Jamaika                                                   | Burton | Soldo, Simić | Kroatien |
| 1. Spieltag                                               | | |          |
| 14. Juni 1998 um 21:00 Uhr in Lens (Stade Félix Bollaert) | | |          |
| Zuschauer: 38.100                                         | | |          |
| Schiedsrichter: Vítor Melo Pereira ( Portugal)            | | |          |
| Spielbericht                                              | | |          |

## Japan – Kroatien 0:1 (0:0)
| Japan                                                        | Japan | Kroatien | Kroatien |
| ------------------------------------------------------------ | --- | --- | -------- |
| Japan                                                        | \| 2. Spieltag \| \| 20. Juni 1998 um 14:30 Uhr in Nantes (Stade Louis-Fonteneau) \| \| Zuschauer: 35.500 \| \| Schiedsrichter: Ramesh Ramdhan ( Trinidad und Tobago) \| \| Spielbericht \|                                                                                       | \| 2. Spieltag \| \| 20. Juni 1998 um 14:30 Uhr in Nantes (Stade Louis-Fonteneau) \| \| Zuschauer: 35.500 \| \| Schiedsrichter: Ramesh Ramdhan ( Trinidad und Tobago) \| \| Spielbericht \|                                                                    | Kroatien |
| Japan                                                        | Yoshikatsu Kawaguchi – Eisuke Nakanishi, Masami Ihara , Yutaka Akita – Akira Narahashi (79. Hiroaki Morishima), Motohiro Yamaguchi, Hiroshi Nanami (83. Wagner Lopes), Naoki Sōma – Hidetoshi Nakata – Masashi Nakayama (61. Masayuki Okano), Shōji Jō Cheftrainer: Takeshi Okada | Dražen Ladić – Slaven Bilić, Zvonimir Soldo, Igor Štimac (46. Goran Vlaović) – Dario Šimić, Krunoslav Jurčić, Aljoša Asanović, Robert Jarni – Robert Prosinečki (67. Silvio Marić) – Mario Stanić (88. Igor Tudor), Davor Šuker Cheftrainer: Miroslav Blažević | Kroatien |
| Japan                                                        | 0:1 Šuker (77.) | | Kroatien |
| Japan                                                        | Nakanishi (2., gesperrt), Akita, Nanami | Stanić, Prosinečki | Kroatien |
| 2. Spieltag                                                  | | |          |
| 20. Juni 1998 um 14:30 Uhr in Nantes (Stade Louis-Fonteneau) | | |          |
| Zuschauer: 35.500                                            | | |          |
| Schiedsrichter: Ramesh Ramdhan ( Trinidad und Tobago)        | | |          |
| Spielbericht                                                 | | |          |

## Argentinien – Jamaika 5:0 (1:0)
| Argentinien                                            | Argentinien | Jamaika | Jamaika |
| ------------------------------------------------------ | --- | --- | ------- |
| Argentinien                                            | \| 2. Spieltag \| \| 21. Juni 1998 um 17:30 Uhr in Paris (Parc des Princes) \| \| Zuschauer: 45.500 \| \| Schiedsrichter: Rune Pedersen ( Norwegen) \| \| Spielbericht \| | \| 2. Spieltag \| \| 21. Juni 1998 um 17:30 Uhr in Paris (Parc des Princes) \| \| Zuschauer: 45.500 \| \| Schiedsrichter: Rune Pedersen ( Norwegen) \| \| Spielbericht \|                                                                                          | Jamaika |
| Argentinien                                            | Carlos Roa – Roberto Sensini (25. Nelson Vivas), Roberto Ayala, José Chamot – Javier Zanetti, Juan Sebastián Verón, Matías Almeyda, Diego Simeone (80. Mauricio Pineda) – Ariel Ortega – Gabriel Batistuta, Claudio López (75. Marcelo Gallardo) Cheftrainer: Daniel Passarella | Warren Barrett – Frank Sinclair, Christopher Dawes, Ian Goodison – Darryl Powell, Stephen Malcolm (62. Walter Boyd) – Theodore Whitmore (72. Robbie Earle), Fitzroy Simpson, Ricardo Gardner – Deon Burton (46. Peter Cargill), Paul Hall Cheftrainer: René Simões | Jamaika |
| Argentinien                                            | 1:0 Ortega (31.) 2:0 Ortega (55.) 3:0 Batistuta (72.) 4:0 Batistuta (80.) 5:0 Batistuta (83., Foulelfmeter) | | Jamaika |
| Argentinien                                            | Chamot | | Jamaika |
| Argentinien                                            | Powell (45.) | | Jamaika |
| 2. Spieltag                                            | | |         |
| 21. Juni 1998 um 17:30 Uhr in Paris (Parc des Princes) | | |         |
| Zuschauer: 45.500                                      | | |         |
| Schiedsrichter: Rune Pedersen ( Norwegen)              | | |         |
| Spielbericht                                           | | |         |

## Japan – Jamaika 1:2 (0:1)
| Japan                                              | Japan | Jamaika | Jamaika |
| -------------------------------------------------- | --- | --- | ------- |
| Japan                                              | \| 3. Spieltag \| \| 26. Juni 1998 um 16:00 Uhr in Lyon (Stade Gerland) \| \| Zuschauer: 39.100 \| \| Schiedsrichter: Günter Benkö ( Österreich) \| \| Spielbericht \|                                                                                                | \| 3. Spieltag \| \| 26. Juni 1998 um 16:00 Uhr in Lyon (Stade Gerland) \| \| Zuschauer: 39.100 \| \| Schiedsrichter: Günter Benkö ( Österreich) \| \| Spielbericht \|                                                                                          | Jamaika |
| Japan                                              | Yoshikatsu Kawaguchi – Norio Omura (59. Takashi Hirano), Masami Ihara , Yutaka Akita – Akira Narahashi, Motohiro Yamaguchi, Hiroshi Nanami (79. Shinji Ono), Naoki Sōma – Hidetoshi Nakata – Masashi Nakayama, Shōji Jō (59. Wagner Lopes) Cheftrainer: Takeshi Okada | Aaron Lawrence – Frank Sinclair, Onandi Lowe, Ian Goodison – Stephen Malcolm, Christopher Dawes, Fitzroy Simpson (90. Robbie Earle), Ricardo Gardner – Theodore Whitmore – Marcus Gayle (80. Deon Burton), Paul Hall (72. Walter Boyd) Cheftrainer: René Simões | Jamaika |
| Japan                                              | 1:2 Nakayama (74.) | 0:1 Whitmore (39.) 0:2 Whitmore (54.) | Jamaika |
| Japan                                              | Yamaguchi | Dawes, Malcolm | Jamaika |
| 3. Spieltag                                        | | |         |
| 26. Juni 1998 um 16:00 Uhr in Lyon (Stade Gerland) | | |         |
| Zuschauer: 39.100                                  | | |         |
| Schiedsrichter: Günter Benkö ( Österreich)         | | |         |
| Spielbericht                                       | | |         |

## Argentinien – Kroatien 1:0 (1:0)
| Argentinien                                                  | Argentinien | Kroatien | Kroatien |
| ------------------------------------------------------------ | --- | --- | -------- |
| Argentinien                                                  | \| 3. Spieltag \| \| 26. Juni 1998 um 16:00 Uhr in Bordeaux (Stade Chaban-Delmas) \| \| Zuschauer: 31.800 \| \| Schiedsrichter: Said Belqola ( Marokko) \| \| Spielbericht \|                                                                                              | \| 3. Spieltag \| \| 26. Juni 1998 um 16:00 Uhr in Bordeaux (Stade Chaban-Delmas) \| \| Zuschauer: 31.800 \| \| Schiedsrichter: Said Belqola ( Marokko) \| \| Spielbericht \|                                                               | Kroatien |
| Argentinien                                                  | Carlos Roa – Nelson Vivas, Roberto Ayala, Pablo Paz – Javier Zanetti (68. Diego Simeone), Juan Sebastián Verón, Matías Almeyda, Mauricio Pineda – Ariel Ortega (53. Claudio López), Marcelo Gallardo (81. Sergio Berti) – Gabriel Batistuta Cheftrainer: Daniel Passarella | Dražen Ladić – Slaven Bilić, Zvonimir Soldo, Dario Šimić – Silvio Marić (46. Goran Vlaović), Robert Prosinečki (68. Igor Štimac), Aljoša Asanović, Robert Jarni – Zvonimir Boban – Mario Stanić, Davor Šuker Cheftrainer: Miroslav Blažević | Kroatien |
| Argentinien                                                  | 1:0 Pineda (36.) | | Kroatien |
| Argentinien                                                  | Ayala, Vivas, Ortega | Boban, Bilić, Soldo (2./gesperrt), Jarni | Kroatien |
| 3. Spieltag                                                  | | |          |
| 26. Juni 1998 um 16:00 Uhr in Bordeaux (Stade Chaban-Delmas) | | |          |
| Zuschauer: 31.800                                            | | |          |
| Schiedsrichter: Said Belqola ( Marokko)                      | | |          |
| Spielbericht                                                 | | |          |